# Guillaume Nantermod
 Guillaume Nantermod (* 18. September 1975 in Monthey) ist ein Schweizer Snowboarder. Er wurde Weltmeister 2001 im Boardercross. Er ist Team-Rider von Nokia. Im Weltcup 2004 wurde er in Nassfeld Zweiter und im Weltcup 2005 in Vella Nevado Dritter.